# Sérgio Figueiredo
Sérgio Paulo Jacob Figueiredo (Sacavém, 1966) é um jornalista de economia português, foi director do Jornal de Negócios e apresentador do programa semanal Negócios à Parte da RTP 2. Foi administrador da Fundação EDP e diretor de informação da TVI. Em 2022, foi contratado para consultor do Ministério das Finanças.

## Carreira
É licenciado em Economia pelo ISEG/UTL.
Foi jornalista n'O Diário (1989-1990), Semanário Económico (1990), Expresso (1990-1995), grande repórter no Diário Económico (1995-1996) e director-adjunto do mesmo jornal (1996). Administrador da Económica SGPS (1998-2001) e director-geral editorial da Económica SGPS (2001), director do Diário Económico (1996-2001).
Na rádio foi especialista da TSF para questões económicas (1991-1992). Na televisão, foi comentador de assuntos económicos na RTP2 (1998-2000) e na TVI (2000-2001).
·Prémio Jornalista do Ano 2000, da Casa da Imprensa
·Autor de publicações e de diversas comunicações em conferências
·Colaborador da revista Valor em 1991/92
·Colaborações pontuais nas rádios Antena Um, TSF, Rádio Renascença e Rádio Comercial
·Colunista do Público (a partir de 7/11/2001)
- Administrador da Fundação EDP (2007-2014).
- Director de informação da TVI (2015-2020)
Em Agosto de 2022, foi noticiado que Sérgio Figueiredo foi contratado pelo ministro das Finanças, Fernando Medina, como consultor estratégico para fazer a avaliação e monitorização do impacto das políticas públicas, em tempo real, junto do tecido empresarial, sindicatos e outras instituições da sociedade civil. O contrato, por ajuste directo, terá a duração de dois anos durante os quais Figueiredo terá um ordenado equiparado ao vencimento mensal base (ilíquido) de um ministro.
Fernando Medina, enquanto presidente da CML, fora contratado por Figueiredo para comentador na TVI. Figueiredo saiu da TVI em 2020 e criou uma empresa que seria contratada pela CML para realizar uma campanha de comunicação destinada aos estabelecimentos de comércio tradicional e de restauração e bebidas, no âmbito do plano económico e social. A campanha durou 13 dias a efectuar e custou 30 mil euros.

### Actividade Académica
Docente da cadeira "Comunicação Social e Multimédia". Curso de Pós-Graduação no ISEG, Universidade Técnica de Lisboa, de “Gestão das Comunicações e Multimedia” (Outubro a Dezembro de 2001).